# Glycine
Glycine és un gènere de plantes amb flors al qual pertany la soia (Glycine max). La majoria de les espècies d'aquest gènere es troben a Austràlia però la soia és originària d'Àsia oriental. Unes poques espècies s'estenen d'Austràlia a Àsia oriental (per exemple G. tomentella i G. tabacina). Conté unes 28 espècies.
El nom del gènere Glycine deriva del grec i significa tubercle dolç

## Descripció
Les espècies d'aquest gènere són enfiladisses o reptants, rarament són erectes. Són herbàcies anuals o perennes. Presenten bràctees. Fan inflorescències. Les flors són zigomorfes i pentàmeres. Com totes les lleguminoses tenen tavelles i enriqueixen el sòl amb nitrogen atmosfèric gràcies a bacteris que tenen a les arrels.

## Taxonomia
Subgènere Glycine
- Glycine albicans Tindale & Craven
- Glycine aphyonota B.E.Pfeil
- Glycine arenaria Tindale
- Glycine argyrea Tindale
- Glycine canescens F.J.Herm.
- Glycine clandestina J.C.Wendl.
- Glycine curvata Tindale
- Glycine cyrtoloba Tindale
- Glycine falcata Benth.
- Glycine gracei B.E.Pfeil & Craven
- Glycine hirticaulis Tindale & Craven
- Glycine hirticaulis subsp. leptosa B.E.Pfeil
- Glycine lactovirens Tindale & Craven
- Glycine latifolia (Benth.) C.Newell & Hymowitz
- Glycine latrobeana (Meissner) Benth.
- Glycine microphylla (Benth.) Tindale
- Glycine montis-douglas B.E.Pfeil & Craven
- Glycine peratosa B.E.Pfeil & Tindale
- Glycine pescadrensis Hayata
- Glycine pindanica Tindale & Craven
- Glycine pullenii B.E.Pfeil, Tindale & Craven
- Glycine rubiginosa Tindale & B.E.Pfeil
- Glycine stenophita B.E.Pfeil & Tindale
- Glycine syndetika B.E.Pfeil & Craven
- Glycine tabacina (Labill.) Benth.
- Glycine tomentella Hayata

Subgènere Soja (Moench) F.J. Herm. 	
- Glycine soja Siebold & Zucc.
- Soia, Glycine max (L.) Merr.